# Julie Crenn
Pour les articles homonymes, voir Crenn.
Julie Crenn est une commissaire d'exposition indépendante française née le 8 avril 1982. Elle est notamment connue pour le projet international Herstory qu'elle mène en collaboration avec l'artiste Pascal Lièvre à la Maison des arts de Malakoff (2017), puis au Cube - Independant art room à Rabat (2018).

## Biographie
Julie Crenn est docteur en histoire de l'art. Elle a tout d'abord obtenu un master à l' Université Rennes-II durant lequel elle a travaillé sur l’œuvre de Frida Kahlo sous la direction d'Elvan Zabunyan, puis a ensuite soutenu sa thèse sur les pratiques textiles contemporaines sous la direction de Bertrand Lafargue et de Sylviane Leprun à l'Université Bordeaux 3 . Elle a déclaré que la découverte de Frida Kahlo a été son premier rapport à la représentation des minorités culturelles et des femmes. Cette découverte l'a conduite à écrire un article dans la revue CLIO  et est à l'origine de son engagement auprès d'artistes contemporaines critiques telles que Giulia Andreani.